# Trichlorofluorosilane
Le trichlorofluorosilane est un composé inorganique, de formule SiCl3F. C'est l'analogue silicié du trichlorofluorométhane.